# Craig A. Anderson
Craig A. Anderson (* 1952) ist ein US-amerikanischer Psychologe.

## Leben und Wirken
Nach einem B.A. (1976) an der Butler University machte Anderson seinen M.A. und 1980 seinen PhD an der Universität Stanford. Anschließend lehrte er an der Rice University, unterbrochen von einer Gastdozentur an der Ohio State University (1984/85). 1988 wechselte er an die University of Missouri. Seit 1999 ist Anderson Professor an der Iowa State University und leitet dort die Abteilung für Psychologie.
Er ist Fellow der American Psychological Society und der American Psychological Association. Anderson ist außerdem Mitglied im Executive Council der International Society for Research on Aggression. Sein h-Index lag im Februar 2021 bei 101.
Seine Forschung zur Wirkung fiktionaler Gewalt, etwa zum Einfluss von Videospielen auf Kinder, ist umstritten. Gründe dafür sind, dass es nicht einfach ist, aus den Daten die Kausalrichtung zu ermitteln, dass die Ergebnisse von Laborstudien nicht direkt auf tatsächliches Verhalten übertragen werden können und dass der grundsätzliche Befund oft nicht repliziert werden konnte.

## Veröffentlichungen (Auswahl)

### Bücher
- Violent Video Game Effects on Children and Adolescents. Theory, Research, and Public Policy. (gemeinsam mit Douglas A. Gentile und Katherine E. Buckley). Oxford University Press 2007. ISBN 978-0-19-530983-6.
- GameOn! Sensible answers about video games and media violence (gemeinsam mit Courtney Plante, Johnie Allen, Christopher Groves & Douglas A. Gentile). Ames, Iowa: Zengen LLC Publishing 2020. ISBN 978-1700281944 (deutsche Übersetzung der Zusammenfassung: https://www.mediengewalt.eu/zum-buch-game-on-uebersetzung-und-kommentar).

### Fachartikel
- Craig A. Anderson et al.: Violent video game effects on aggression, empathy, and prosocial behavior in Eastern and Western countries: A meta-analytic review. In: Psychological Bulletin. Band 136, Nr. 2, 2010, S. 151–173, doi:10.1037/a0018251.
- Craig A. Anderson et al.: The Influence of Media Violence on Youth. In: Psychological Science in the Public Interest. Band 4, Nr. 3, 2003, S. 81–110, doi:10.1111/j.1529-1006.2003.pspi_1433.x.
- Craig A. Anderson, Brad J. Bushman: The Effects of Media Violence on Society. In: Science. Band 295, Nr. 5564, 2002, S. 2377–2379, doi:10.1126/science.1070765.
- Craig A. Anderson, Brad J. Bushman: Human Aggression. In: Annual Review of Psychology. Band 53, 2002, S. 27–51, doi:10.1146/annurev.psych.53.100901.135231.
- Craig A. Anderson, Brad J. Bushman: Effects of Violent Video Games on Aggressive Behavior, Aggressive Cognition, Aggressive Affect, Physiological Arousal, and Prosocial Behavior: A Meta-Analytic Review of the Scientific Literature. In: Psychological Science. Band 12, Nr. 5, 2001, S. 353–359, doi:10.1111/1467-9280.00366.
- Craig A. Anderson et al.: Perseverance of social theories: The role of explanation in the persistence of discredited information. In: Journal of Personality and Social Psychology. Band 39, Nr. 6, 1980, S. 1037–1049, doi:10.1037/h0077720.